# Fanny Brice

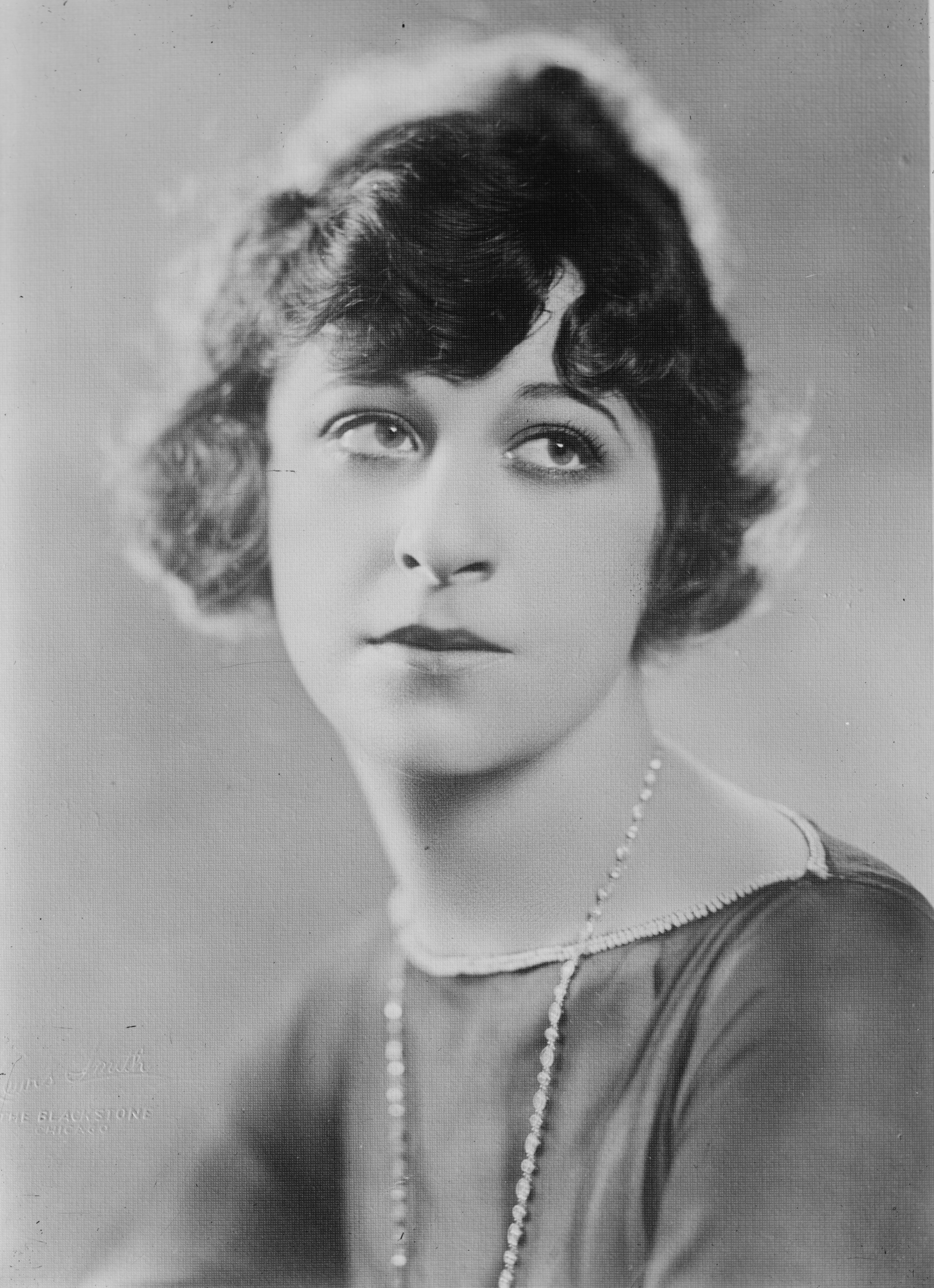
Fanny Brice, ca. 1911

Fanny Brice, eigentlich Fania Borach (* 29. Oktober 1891 in New York City; † 29. Mai 1951 in Hollywood), war eine US-amerikanische Komikerin, Entertainerin, Sängerin, Theater- und Filmschauspielerin. Barbra Streisand porträtierte Fanny Brice auf der Bühne (Musical Funny Girl, 1964) und in den Filmen Funny Girl (1968) und Funny Lady (1975).

## Leben und Wirken

### Anfänge
Fanny Brice wurde als drittes von vier Kindern auf der Lower East Side von New York als Kind ungarisch-jüdischer Einwanderer geboren. Sie war schon in jungen Jahren entschlossen, im Showgeschäft zu arbeiten. 1908 verließ sie nach der achten Klasse die Schule, um einen Job als „Chorus Girl“ in einer Burlesque-Show anzunehmen. Am Ende des Jahres änderte sie ihren Namen von Borach in Brice, vermutlich um nicht auf ein Rollencliché festgelegt zu werden, denn in jener Zeit basierte viel des Musical-Comedy-Humors auf ethnischen Stereotypen – der betrunkene Ire, der dumme Pole, das Greenhorn mit jiddischem Akzent usw. Brice sprach zwar kein Jiddisch und wollte eigentlich ernsthafte Rollen spielen – wie sich jedoch zeigte, sollte ihre Marktlücke ausgerechnet in komischen Rollen mit einstudiertem jiddischen Akzent bestehen.
So hatte sie ihren ersten großen Broadway-Erfolg in dem Musical The College Girls, wo sie Sadie Salome, Go Home mit falschem jiddischen Akzent sang, während sie eine Parodie von Salomes Schleiertanz darbot. Das Lied hatte Irving Berlin für sie geschrieben, und sie arbeiteten danach noch viele Jahre zusammen.

### Ziegfeld Follies
1910 begann sie ihre Zusammenarbeit mit Florenz Ziegfeld Jr. und war bis in die 1930er Jahre einer der Stars seiner Ziegfeld Follies. Wenn sie ernsthafte Rollen spielte, blieb der Erfolg aus.
In den Follies von 1921 sang sie erstmals My Man (auch berühmt in der Version von Billie Holiday), das zu einem Hit für sie wurde. Ziegfeld hatte auf einer Parisreise die Rechte an dem Chanson Mon Homme gekauft und für seine Follies mit einem englischen Text unterlegen lassen. Er bestand darauf, dass Brice es ernsthaft vortragen sollte, ohne komischen Einschlag.
My Man war auch die erfolgreichste ihrer über 20 Schallplatten, die sie für Victor und Columbia Records aufnahm. Andere Lieder, die sie bekannt machte, sind Second Hand Rose, Cooking Breakfast for the One I Love und I’d Rather Be Blue Over You (Than Happy with Somebody Else).

### Ehen
Brice war dreimal verheiratet. Als Teenager war sie für kurze Zeit mit dem Friseur Frank White verheiratet. Ihr zweiter Mann war der professionelle Spieler, Dieb und Betrüger Julius „Nicky“ Arnstein. Er war untreu, ständig in dunkle Geschäfte verstrickt und leistete sich teure Anwälte von Brices Geld, verbrachte aber die größte Zeit der Ehe hinter Gittern. Dennoch hatte Brice zwei Kinder, Frances (1919–1992) und William (1921–2008), der unter dem Namen William Brice ein bekannter Maler war, von ihm und unterstützte ihn nach Kräften. Vielleicht war diese Beziehung nicht unschuldig am einzigen nicht-ethnischen Erfolg von Brice: sie, die sonst nur als überdrehte Komikerin bekannt war, stellte sich an den Bühnenrand und sang, ohne Theatralik und ohne ihren künstlichen Akzent, My Man, mit der Schlusszeile „But whatever my man is, I am his, forever, body and soul.“ Viele im Publikum der Ziegfeld Follies von 1921 waren zu Tränen gerührt. Ihr dritter Gatte wurde der Songwriter und Theaterproduzent Billy Rose, in dessen Revuen, z. B. Crazy Quilt, sie auftrat. Auch diese Ehe scheiterte.

### Baby Snooks

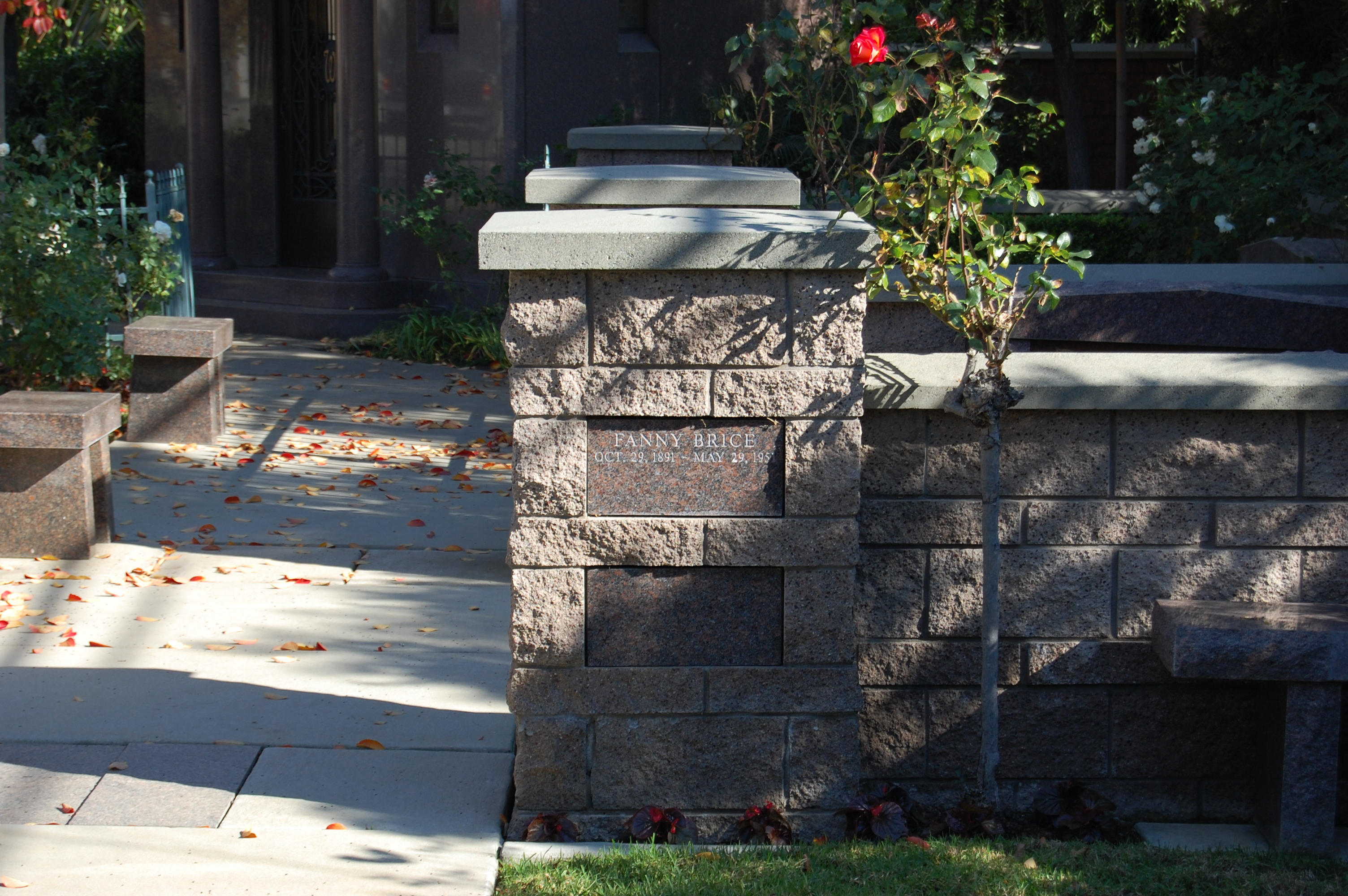
Brices Grab auf dem Westwood Village Memorial Park Cemetery

Von 1936 bis zu ihrem Tod 1951 spielte sie in einer äußerst erfolgreichen wöchentlichen Radiosendung das vorwitzige Baby Snooks, eine Rolle, die sie für die Follies entwickelt hatte. Ihren einzigen Fernsehauftritt hatte sie 1950 ebenfalls in dieser Rolle. Dass diese Nummer nicht recht ankam, lag vermutlich daran, dass Brice bereits 59 Jahre alt war. Sie kehrte lieber ins Radio zurück und so hatte Baby Snooks seinen nächsten Auftritt im November 1950 in Tallulah Bankheads aufwändiger Variete-Sendung The Big Show (NBC Radio), zusammen mit Groucho Marx und Jane Powell. Lily Tomlin spielte später im Fernsehen Edith Ann, eine Baby Snooks sehr ähnliche Rolle.
Am 29. Mai 1951 starb Fanny Brice in Hollywood im Alter von 59 Jahren an einem Schlaganfall. Sie wurde auf dem Westwood Village Memorial Park Cemetery beigesetzt.

## Filme

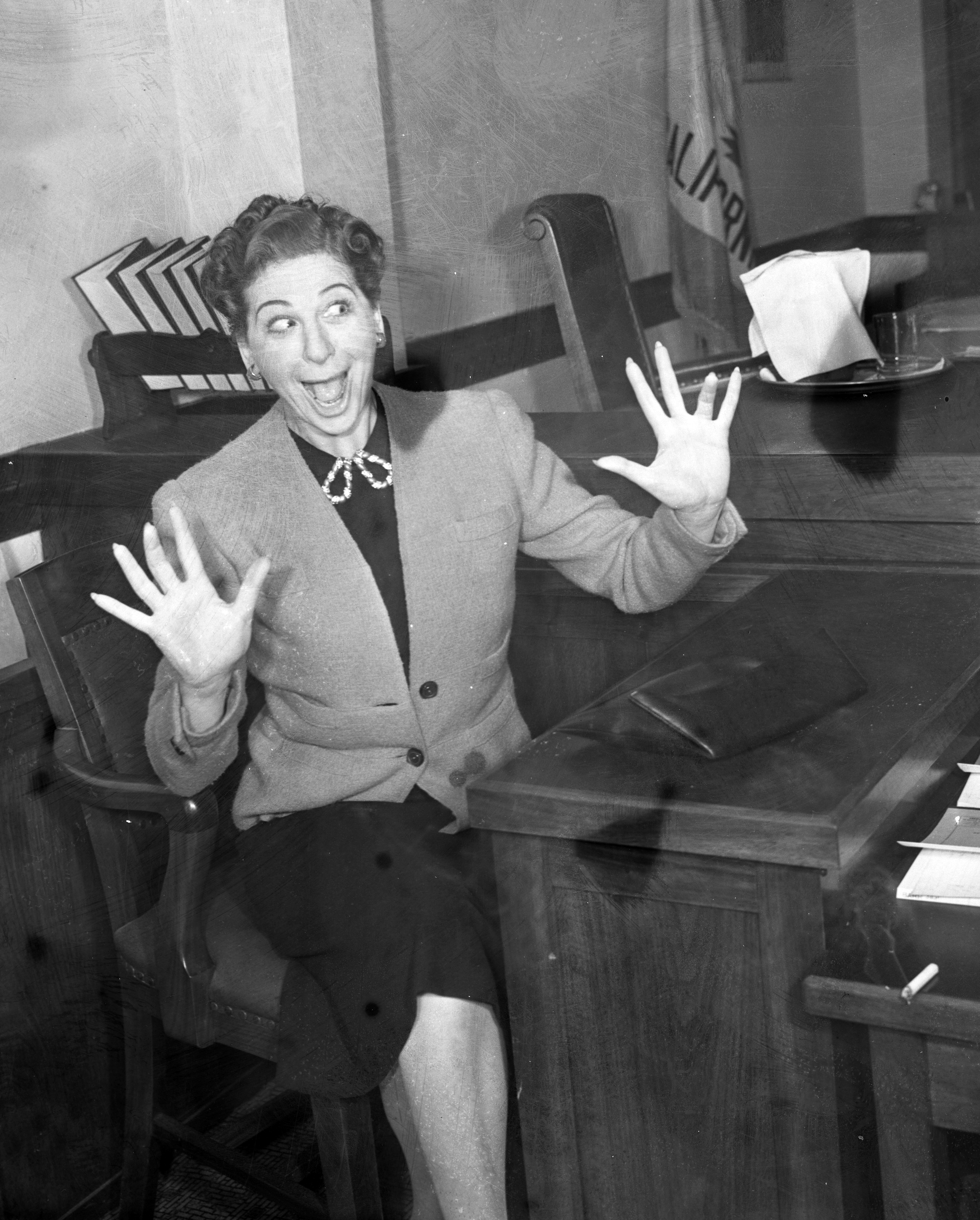
Fanny Brice (um 1938)

Ihre bekanntesten Filme waren My Man (1928), Be Yourself! (1930) und Everybody Sing (1938, dt. Vorhang auf für Judy, mit Judy Garland). In The Great Ziegfeld (1936) und Broadway Melodie 1950 (1946) spielt sie sich selbst. Ihr Beitrag zur Filmindustrie wurde mit einem Stern auf dem Hollywood Walk of Fame geehrt.

## Filmporträts
Vor dem Musical Funny Girl und den Filmen Funny Girl und Funny Lady, die alle lose auf dem Leben von Fanny Brice basierten, gab es bereits 1939 einen Film namens Rose of Washington Square, der stark an ihrem Leben orientiert war. Die Namen der Beteiligten waren zwar geändert worden, dennoch war dies unverkennbar ein Plagiat. Brice verklagte die Produktionsfirma 20th Century Fox wegen Verletzung ihrer Persönlichkeitsrechte und gewann. Der Produzent Darryl F. Zanuck musste mehrere Szenen aus dem Film entfernen.